# Сузак (Киргизстан)
Сузак (кирг. Сузак) - село в Сузацькому районі Джалал-Абадської області Киргизії. Адміністративний центр Сузацького району та Сузацького аїльного (сільського) округу.

## Географія
За 7 км на північний схід від села знаходиться село Димитрівка.

## Населення
Більшість населення села складають етнічні узбеки (приблизно 99%, а решту 1% складають етнічні киргизи).

## Історія
Сузак був залучений до збройного опору Худояр-хану в 1874 році під час Кокандського повстання. Попри жорстоке придушення повстання кокандськими військами, повстанцям вдалося захопити Сузак, Уч-Курган, Узген, Касан і Булакбаши. 
Кишлак Сузак також був відзначений на карті американського дипломата Юджина Скайлера «Карта Бухарського, Хівінського і Кокандського ханств» 1875 року, надрукованій у його двотомній праці «Туркестан: записки про подорож до Російського Туркестану, Коканд, Бухару та Кульджу», виданому в 1876 році в США та Великій Британії.